# Físico de rock (álbum)
Físico de rock es el decimosegundo álbum solista de estudio de Rubén Rada. Fue grabado en Montevideo y editado solo en Uruguay por el sello Sondor en 1991.

## Historia
El álbum tiene un sonido diferente al de los cuatro discos anteriores, que Rada había grabado en Argentina para el sello Melopea de Litto Nebbia, entre julio de 1988 y enero de 1991 (dos solistas, uno con Nebbia y otro con Hugo Fattoruso). Fue grabado en el estudio de Miguel Loubet, músico de Los Wawancó.
Fernando Peláez, en el libro Rada, rescata la crítica positiva, contemporánea al lanzamiento del disco, que escribió el musicólogo Coriún Aharonián. En ella, Aharonián pondera en Físico de rock, la utilización de clisés y guaranguería para un resultado que los trascendería, algo que extiende a toda la obra de Rada hasta ese momento. También califica al disco de divertido rock acriollado y en cuanto a la simpleza de música y letra, en temas como “Popipop”, advierte que esta sería aparente.
Rada comentó en una entrevista, que la canción "Disco simple", cantada en inglés, quedaría muy parecida a Paul McCartney.
“Físico de rock” la volvió a grabar para el disco Black (1998) y “Ámame detrás del vidrio para Richie Silver (2006).
“Ámame detrás del vidrio” fue incluida por Sondor en el compilado Lo mejor de Rada (1993), y “Físico de rock” y “Samba rock” en Lo mejor de Rada Vol. 2 (1997). “Ámame detrás del vidrio”, “Samba rock”, “Disco simple” y “Popipop”, también fueron seleccionadas para el compilado triple El álbum negro (2011).
Físico de rock fue editado solo en Uruguay por el sello Sondor en vinilo y casete. En 1999 fue reeditado en CD en Uruguay, como parte de la colección "30 años de música uruguaya" de la revista Posdata, con dos temas extras pertenecientes al álbum Ruben Rada y Conjunto S.O.S. (1976): “Llévale este pollo al maistro” y “Pájaro africano”.

## Lista de canciones
Todos los temas compuestos por Rubén Rada
Lado A
1. Ámame detrás del vidrio
2. Disco simple (Oh mi amor)
3. Falso vuelo
4. Físico de rock

Lado B
1. Penúltimo día
2. Samba rock
3. Juanbolú
4. Popipop

## Créditos
De acuerdo al libro Rada, solo participaron en la grabación el productor Daniel García en teclados samplers y sonidos programados y El Gordo Juan ingeniero de sonido del estudio, quien tocó la guitarra en algunos temas.
De acuerdo a la información contenida en el vinilo y el casete de la edición original, participaron El Gordo Juan en guitarra de “Samba Rock”, Julia Zenko en coros de “Disco Simple”, y Julia Zenko, María Fernández y Claudia Loubet en coros de “Físico de Rock”.
De acuerdo a la edición en CD de 1999, los créditos son los siguientes: Ruben Rada en voces y percusión, Ricardo Nolé en teclados y sonidos programados, El Gordo Juan en guitarra, Julia Zenko y Claudia Loubet en coros.